# 鳥居紀彦
鳥居 紀彦（とりい のりひこ、1984年8月31日 - ）は日本の俳優、元子役。

## 来歴・人物
東京都大田区出身。
3歳の時に劇団ひまわりに入団。かつて劇団ひまわり・砂岡事務所に所属していた。
2007年時点では証券会社に勤務していた。

## 出演

### テレビドラマ
- 大河ドラマ 春日局（1989年、NHK） - 七之丞（稲葉正定） 役
- 愛という名のもとに 第9話（1992年、フジテレビ）
- 君たちがいて僕がいる1（1992年、フジテレビ） - 明智健一
- さよならをもう一度（1992年、フジテレビ）
- 世にも奇妙な物語「青い鳥」（1992年、フジテレビ）
- ジェラシー（1993年、日本テレビ） - 宮坂真人 役
- 裸の大将放浪記60 清の鼻から八女提灯（1993年、フジテレビ） - リョウタ 役
- ざけんなョ!!5「バブル家族・妻の反乱」（1993年、フジテレビ）
- おやじのヒゲ15（1993年、TBS）
- 夏は秘密がいっぱい!（1994年、TBS）
- 生きていてママ（1994年、TBS）
- HOTEL 第4シリーズ第23話（1995年、TBS） - 光 役
- 葬儀料理人シリーズ 死体のお値段（1995年、TBS） - 海老名一馬 役
- ザ・シェフ 第7話ゲスト（1995年、日本テレビ） - 神崎太郎 役
- みにくいアヒルの子（1996年、フジテレビ） - 藤井博 役
- トンボの国（1996年、広島ホームテレビ） - 坂崎一彦 役
- みにくいアヒルの子 春休みスペシャル（1997年、フジテレビ） - 藤井博 役
- みにくいアヒルの子 涙の卒業スペシャル（1998年、フジテレビ） - 藤井博 役
- 神様、もう少しだけ 第10話-第12話（1998年、フジテレビ） - 叶野悟 役
- 六番目の小夜子（2000年、NHK教育） - 溝口裕一 役
- ロング・ラブレター〜漂流教室〜（2002年、フジテレビ） - 柳瀬俊介 役
- ビッグマネー!〜浮世の沙汰は株しだい〜 第2話（2002年、フジテレビ） - 榎本直人 役
- みにくいアヒルの子 涙の再会スペシャル（2003年、フジテレビ） - 藤井博 役
- WATER BOYS2 第7話（2004年、フジテレビ） - 城山高校生徒会長 役
- 不機嫌なジーン 第8話・第9話（2005年、フジテレビ） - 林進 役
- 恋におちたら〜僕の成功の秘密〜 第10話（2005年、フジテレビ）
- 大河ドラマ 龍馬伝 第3話（2010年、NHK） - 悪太郎 役

### 映画
- 鶴彬 こころの軌跡（2009年） - 喜多市朗 役

### ラジオドラマ
- 青春アドベンチャー「ザ・ワンダーランド」（2002年、NHK-FM） - イソップ 役
- 青春アドベンチャー「レヴォリューションNo.3」（2003年、NHK-FM） - 山下 役